# Punadra
Punadra fou un estat tributari protegit a l'agència de Mahi Kantha, presidència de Bombai a la riba del riu Watruk, format per 11 pobles amb una superfície de 33 km² i una població el 1881 de 3.767 habitants i el 1931 de 2.330. Els ingressos s'estimaven en 1.570 lliures i pagava un tribut de 37 lliures al Gaikwar de Baroda.
El sobirà portava el títol de miah i el 1883 era Abhi Singh, un mulwana koli convertit a l'islam; els miahs observaven una barreja de les religions musulmanes i hindú i donaven a les seves filles en matrimoni a musulmans d'alt rang mentre que es casaven amb les filles dels caps kolis. A la mort eren enterrats i no cremats. Fou fundat per Kumar Shri Bapuji, fill de Raj Sahib Harpal Dev d'Halvad

## Llista de rages
- Abhi Singh (Abhai Singh) ?-1907
- Silvinghji (Shivsinghji) 1907-1939 (menor 1907-1924)
- Ajit Singhji Silvinghji (Shivsinghji) 1939-1948 (+1954)